# Euripos
Der Euripos (griechisch Εύριπος Évripos) ist ein natürlicher Meereskanal zwischen der griechischen Insel Euböa und dem Festland. Die schmalste Meerenge der Welt ist an ihrer engsten Stelle nur 40 Meter breit und teilt die Inselhauptstadt Chalkida in zwei Hälften.
Ein besonderes Merkmal der Meerenge sind ihre ungewöhnlichen, wechselnden Gezeitenströmungen: Die regulären Strömungen ändern vier Mal regelmäßig etwa alle 6 h 12 min die Richtung, die irregulären dagegen, die zweimal pro Mondmonat auftreten, bis zu vierzehn Mal pro Tag unvorhersehbar die Richtung. Die Gezeiten der Ägäis treffen jeweils auf der Nord- und der Südseite des Kanals mit etwa 75 Minuten Zeitunterschied ein. Durch den  entstehenden Unterschied der Wasserhöhen zwischen Nord- und Süd-Seite entsteht die Strömung. Zu den zwei irregulären Tagen ist dieser Höhenunterschied und dadurch die Strömung aufgrund der komplexen Geometrie der Insel und des Festlandes nicht vorherberechenbar.
Der Philosoph Aristoteles soll, weil er die Ursachen des Wechsels der Strömung nicht hatte herausfinden können, darüber gestorben sein.

## Name
Der Name ist eine Zusammensetzung aus altgriechisch εὖ und ῥιπή, was etwa „guter Wurf“ oder „starker Stoß“ bedeutet.
Von der Meerenge leitet sich wiederum der Begriff Euripus ab, mit dem in der römischen Architektur  ein langes, schmales Wasserbecken bezeichnet wurde.

## Verkehr
An der engsten Stelle der Meeresenge verbindet seit Jahrhunderten eine Brücke Euböa mit dem Festland. Die Brücke aus dem Jahr 1962 lässt sich bei Bedarf öffnen, um größeren Schiffen die Durchfahrt zu ermöglichen. Dazu werden zunächst die Seitengeländer nach innen geklappt, bevor die gesamte Brücke ein kleines Stück abgesenkt und schließlich horizontal nach links und rechts eingefahren wird. Mitten in der Stadt Chalkida gelegen, ist sie die Hauptverbindung zwischen Euböa und Attika. Mit der im Jahr 1992 fertiggestellten mehrspurigen Evripos-Brücke wurde der Verkehrsfluss wesentlich verbessert.